# Hämovigilanz
Hämovigilanz ist ein von der Europäischen Union eingeführtes Überwachungssystem, das die gesamte Bluttransfusionskette überwacht und unerwünschte Wirkungen vor, während und nach der Verabreichung von Blutprodukten registriert und analysiert. Die Meldepflicht von unerwünschten Transfusionsreaktionen ist gesetzlich verankert. In Deutschland müssen unerwünschte Transfusionsreaktionen dem Paul-Ehrlich-Institut, in der Schweiz der Swissmedic gemeldet werden.
Am Prozess der Bluttransfusion sind verschiedene Berufsgruppen beteiligt. Der Hersteller kontrolliert mit seinem Qualitätssicherungssystem die Auslieferung eines einwandfreien Produktes, der Lieferant sorgt für eine produktspezifische Lieferung (Temperatur), der für die Transfusion verantwortliche Arzt für die Indikation für die Transfusion. Schlussendlich sorgt das ärztliche Personal für die korrekte Gabe des Blutproduktes. In den einzelnen Prozessabschnitten können Fehler passieren, die gemeldet werden müssen. Daneben kommt es bei 3 auf 1000 Transfusionen zu Reaktionen, die klinisch betrachtet nicht vermieden werden können. Auch diese müssen wie die Fehler einem vom Spital bestimmten Hämovigilanzverantwortlichen gemeldet werden. Der Hämovigilanzverantwortliche analysiert die Meldung und leitet sie an die Meldebehörde weiter.

## Transfusionsreaktionen und Fehler
- Near Miss Ereignis (Beinahe-Fehler): Unter Near Miss versteht man Vorkommnisse, die unentdeckt zu einer Fehltransfusion oder zu falschen Ergebnissen bzw. Laborbefunden geführt hätten, z. B. Blutentnahme bei falschem Patienten.
- Transfusionsfehler: Ein Blutprodukt wurde irrtümlich verabreicht, unabhängig von der Wirkung. Das Blutprodukt war ungeeignet oder für einen anderen Patienten bestimmt.
- Febrile nichthämolytische Transfusionsreaktion: Die fieberhaften (febrilen) nichthämolytischen Transfusionsreaktionen sind sehr häufig, kommen meist bei zellulären Blutprodukten (Thrombozyten- und Erythrozyten-Konzentrat) vor. Der Temperaturanstieg von mind. 1 °C geht selten über 39 °C. Sie sind selbstlimitierend, zeigen sich meist am Transfusionsende bzw. innerhalb von 4 Stunden. Meist sind davon polytransfundierte Patienten betroffen.
- Allergische Transfusionsreaktion: Die allergischen Transfusionsreaktion sind häufig, treten meist harmlos als Nesselsucht (Urtikaria) auf. Sie kommen meist bei plasmahaltigen Produkten (Thrombozytenkonzentrat, Gefrierfrischplasma) vor und treten während bis 4 Stunden nach Transfusion auf.
- Anaphylaktische Transfusionsreaktion: Die anaphylaktische Transfusionsreaktion ist lebensbedrohlich, aber selten. Sie tritt nach geringer Menge auf, es kommt zu einer anaphylaktoiden Reaktion.
- Hämolytische Transfusionsreaktion: Die hämolytische Transfusionsreaktion ist lebensbedrohlich, jedoch selten. Sie tritt meist nach einer AB0-inkompatiblen Transfusion auf und zwar direkt nach Transfusionsbeginn. Typische Kennzeichen sind Malaise, Dyspnoe, Fieber, Übelkeit, Nierenschmerzen, Schock, Gerinnungsstörungen (DIC) und dunkler Urin (Hämoglobinurie).
- Allo-Antikörper, verzögerte hämolytische Transfusionsreaktion: Diese Reaktion ist relativ häufig, entsteht durch Allo-Antikörper im Empfängerblut (durch frühere Transfusionen oder Schwangerschaft). Die Reaktion ist abhängig von der Antikörper-Dichte.
- Bakterielle Kontamination: Die bakterielle Kontamination ist lebensbedrohlich, tritt am häufigsten bei TK auf, die Reaktion ist abhängig von der Keimmenge und -art.
- TACO (Transfusion associated circulatory overload): Hier handelt es sich um eine Volumenüberlastung, bezeichnend ist ein Lungenödem, es kann bis 24 Stunden nach Transfusion auftreten.
- TRALI (Transfusion related acute lung injury): TRALI ist selten, es tritt am ehesten bei Thrombozytenkonzentraten und Gefrierfrischplasma auf. Die Mortalitätsrate liegt bei 5–20 %. Bezeichnend ist eine akute Dyspnoe, im Röntgenbild sind bilaterale interstitielle Infiltrate der Lunge nachweisbar. Die Therapie erfolgt symptomatisch. Ein TRALI kann mitunter bis 6 Stunden nach Transfusion auftreten.